# NGC 3148
NGC 3148, GM Большой Медведицы (лат. GM Ursae Majoris), HD 88512 — двойная затменная переменная звезда типа Беты Лиры (EB) в созвездии Большой Медведицы на расстоянии приблизительно 389 световых лет (около 119 парсеков) от Солнца. Видимая звёздная величина звезды — от +6,81m до +6,66m. Внесена в каталог Джоном Гершелем в 1831 году.
База данных SIMBAD отождествляет NGC 3148 с сейфертовской галактикой LEDA 29779, расположенной поблизости той звезды, к которой в действительности относится это обозначение.

## Характеристики
Первый компонент — белая звезда спектрального класса A4m или A3. Радиус — около 2,8 солнечного, светимость — около 18,05 солнечных. Эффективная температура — около 7058 К.

## История изучения
Гершель утверждал, что наблюдал у этой звезды «фотосферу диаметром 2—3 минуты дуги». Он отмечал, что небо и оптика были чистыми и что другая звезда, которую он наблюдал сразу же после этой, не имела такой особенности. Неизвестно, что действительно видел Гершель, поскольку у этой звезды ничего подобного не наблюдается и она даже не является разрешимой двойной звездой.